# Sven Johansson (Kanute)
Sven Bertil Johansson (* 10. Juni 1912 in Västervik; † 5. August 1953 ebenda) war ein schwedischer Kanute.

## Erfolge
Sven Johansson wurde 1936 Olympiasieger bei den Olympischen Spielen in Berlin im Zweier-Kajak mit dem Faltboot. Auf der Regattastrecke Berlin-Grünau gehörten er und Erik Bladström zu dem insgesamt 13 Booten umfassenden Teilnehmerfeld der 10.000-Meter-Distanz. In einer Rennzeit von 45:48,9 Minuten überquerten sie als Erste die Ziellinie, 0,3 Sekunden vor den Deutschen Willi Horn und Erich Hanisch und 23,5 Sekunden vor den Brüdern Cornelis und Pieter Wijdekop aus den Niederlanden.
Zwei Jahre darauf gewannen Johansson und Bladström bei den Weltmeisterschaften 1938 in Vaxholm in derselben Disziplin die Silbermedaille.